# Eemkwartier
Het Eemkwartier is een in ontwikkeling zijnde, wijk van de stad Amersfoort, in de Nederlandse provincie Utrecht. Het ligt ten noorden van het stadscentrum, tussen het Soesterkwartier, De Kruiskamp / De Koppel en het stationsgebied. Het is een zogenaamde inbreiding. De wijk is vernoemd naar de rivier de Eem.
Voorheen lag hier een industriegebied, een deel van de wijk Soesterkwartier en de volkswijk het Sasje. Onder andere Philips had hier een vestiging. Sinds eind jaren tachtig is het gebied in ontwikkeling: eerst vertrokken vele bedrijven, tevens werd tussen station Amersfoort (destijds zonder achtervoegsel Centraal) en Amersfoort Schothorst en Liendert een spoorverdubbeling aangelegd met een fly-over. Dit alles kwam tegelijk met het nieuwe station Amersfoort gereed in 1998. Ten behoeve van deze verbreding werd al veel bebouwing gesloopt ook werd er een nieuwe spoorbrug over de Eem aangelegd. Aan de centrumzijde zijn kantoren gebouwd. Het gebied strekt zich uit van de Koppelpoort tot aan het station Amersfoort Centraal.
Het Eemkwartier bestaat uit vier deelgebieden: het Oliemolenkwartier, het Eemplein-gebied, Puntenburg en Amor Forte.
Centraal in het gebied ligt het Eemplein, waar het Eemhuis staat. Daarin zijn verschillende culturele instellingen zoals de Openbare Bibliotheek, het Archief Eemland, Kunsthal KAdE en 'Scholen in de Kunst' gehuisvest. In het gebied dat een aantal jaren braak heeft gelegen werden verder onder meer woningen, een bioscoop, een poppodium en diverse detailhandelsvestigingen, waaronder een Albert Heijn en een MediaMarkt gevestigd.
Aan de overkant van de Eem kwamen eerder woningen gereed. Hier is namelijk het deelplan Gildekwartier gerealiseerd. Ook is aan de zijde van het Soesterkwartier een aantal appartementencomplexen opgeleverd. Aan de zijde van de achteringang van Station Amersfoort Centraal zijn woningen gerealiseerd, zowel laagbouw als hoogbouw. De kades van de Eem zijn gerenoveerd met nieuwe ligkades en een houten brug. Dit is een historiserend ontwerp.